# Liste der Kulturdenkmäler in Nußbaum
In der Liste der Kulturdenkmäler in Nußbaum sind alle Kulturdenkmäler der rheinland-pfälzischen Ortsgemeinde Nußbaum aufgeführt. Grundlage ist die Denkmalliste des Landes Rheinland-Pfalz (Stand: 2. August 2023).

## Einzeldenkmäler
| Bezeichnung    | Lage                                        | Baujahr         | Beschreibung | Bild                           |
| -------------- | ------------------------------------------- | --------------- | --- | ------------------------------ |
| Simultankirche | Am Kuhberg 1 Lage                           | 1753            | ehemaliger Chorturm, im Kern wohl spätromanisch; spätbarocker Saalbau, bezeichnet 1753 und 1753/1931                                       | weitere Bilder Fotos hochladen |
| Grabkreuz      | Am Kuhberg, bei Nr. 1 auf dem Kirchhof Lage |                 | barockes Grabkreuz | BW                             |
| Hofanlage      | Enggasse 1 Lage                             | 18. Jahrhundert | spätbarockes Gehöft, 18. Jahrhundert; Krüppelwalmdachbau, Fachwerk verputzt, bezeichnet 1766                                               | Fotos hochladen                |
| Schloss        | Im Winkel 12 Lage                           | 1792            | spätbarocke Hofanlage, bezeichnet 1792; eingeschossiger Mansarddachbau (bezeichnet 1791), Wirtschaftsgebäude mit Walm- und Krüppelwalmdach | Fotos hochladen                |